# Mostuea hirsuta
Mostuea hirsuta är en tvåhjärtbladig växtart som först beskrevs av T. Anders., George Bentham och Hook. f., och fick sitt nu gällande namn av Henri Ernest Baillon. Mostuea hirsuta ingår i släktet Mostuea och familjen Gelsemiaceae. Inga underarter finns listade i Catalogue of Life.